# Hans Heiling
A Hans Heiling Heinrich Marschner 1833. május 24-én, Berlinben bemutatott háromfelvonásos operája előjátékkal.

## Az opera keletkezése
1831-ben Marschner feladó nélküli postai küldeményben kapta meg az opera szövegkönyvét. A történet azonnal megragadta a képzeletét, így amint átolvasta a librettót, nyomban hozzálátott a komponáláshoz. Miután híre ment, hogy a zeneszerző új operán dolgozik, felfedte kilétét a librettista is: Philippe Eduard Devrient (1801–1877), aki ez idő tájt a berlini Hoftheater dramaturgjaként dolgozott. Eleinte azért titkolta kilétét, mert a szövegkönyvet korábban már Felix Mendelssohn Bartholdynak is megmutatta, de tőle idegen volt a téma, a cselekményt pedig túlságosan is hasonlónak találta A bűvös vadász történetéhez. Marschner zeneszerzői alkatának és személyiségének viszont kapóra jött a fantasztikus téma. Gyorsan haladt a komponálással, 1832. augusztus 14-én befejezte a mű hangszerelését is. Az ősbemutatóra azonban csak háromnegyed évvel később került sor, 1833. május 24-én. A közönség körében egyértelműen sikert aratott, de a kritikusok fenntartásokkal fogadták. Az igazi sikert így csak a néhány héttel későbbi lipcsei bemutató hozta meg, 1833. július 19-én. Az előadás után a lipcsei egyetem – elismerése jeléül – a zeneszerzőt tiszteletbeli doktorává avatta.
Ezután a Hans Heiling színre került több külföldi városban is. 1840-ben lezajlott a prágai bemutató, négy évvel később került sor a grazi premierre, majd két évvel később Bécsbe is eljutott a darab. Az 1860-as években bemutatták Bázelben (1862), Koppenhágában (1863) és Stockholmban (1865) is. 1889-ben Prágában felújították a darabot, majd 1901-ben Moszkvában is színre vitték. Ezután egy-két német színház kivételével, mindenhol lekerült a műsorról. 1972-ben aztán bemutatták Rómában, ezután több európai operaház is felújította, de napjainkban elsősorban már csak a német nyelvterületen tűzik alkalomszerűen műsorra.

## Az opera szereplői
| Szereplő                   | Hangfekvés |
| -------------------------- | ---------- |
| A földszellemek királynője | szoprán    |
| Hans Heiling, a fia        | bariton    |
| Anna, fiatal falusi lány   | szoprán    |
| Gertrude, Anna anyja       | alt        |
| Konrad, a gróf vadásza     | tenor      |
| Stephan, a falu kovácsa    | basszus    |
| Miklós, parasztlegény      | próza      |

## Az opera cselekménye

### Előjáték
Hans Heiling az emberek világába vágyakozik. Megtetszik neki Anna, és azt reméli, hogy a lány szerelmének az elnyerésével halandóvá válhat. Sem anyja kérlelése, sem a földalatti birodalom kormányzásának az ígérete nem tudja szándékától eltéríteni. De megígéri, ha olyan mértékben csalódik az emberekben, hogy többé nem tud hozzájuk jó szándékkal közeledni, visszatér anyja birodalmába.

### I. felvonás
Hans Heiling földi otthonában Anna és Gertrude látogatását várja. Annát már korábban eljegyezte. Miután vendégei megérkeznek, a házigazda kiszalad, hogy behozza a nekik szánt ajándékokat. Miután egyedül maradnak, Anna rátalál egy varázskönyvre, és elkezdi lapozgatni. A könyv lapjai egyszer csak maguktól megelevenednek. Anna megrémül, és arra kéri a visszatérő Heilinget, hogy vesse a kandallóba a könyvet. A faluban búcsúra készülődnek, és a lány kéri vőlegényét, hogy vigye el a mulatságba. Hans csak azzal a feltétellel enged kérésének, ha lány megfogadja, hogy rajta kívül mással nem fog táncolni. A falusi forgatagban a szép Annát hamar körbeudvarolják. Korábbi udvarlója, Konrád, mindenáron meg akarja táncoltatni. Hanstól kér engedélyt, hogy táncba vihesse a lányt, de az durván elutasítja, és Anna és Gertrude kérlelésére sem enged. Konrád viszont végül addig kerülgeti Annát, amíg a lány beadja a derekát. Hansot megrendíti az eset. Úgy érzi, hogy a lány becsapta, és sohasem szerette igazán.

### II. felvonás
A mulatság után Anna az erdőn keresztül ballag hazafelé. Újra felébrednek Konrád iránti érzelmei, és megbánta már, hogy Hansnak adta a kezét. Egyszer csak koboldok, manók jelennek meg előtte, majd megérkezik a földszellemek királynője is, hogy visszakövetelje a lánytól fia szívét. Tőlük tudja meg Anna, hogy Hans nem halandó. A lány elájul az izgalomtól. Ilyen állapotában talál rá Konrád. Miután magához tér, Anna elmeséli a vadásznak, mi történt vele, majd kijelenti, hogy semmilyen körülmények között nem lesz Hans felesége. Időközben megjelenik Hans is, aki ajándékokkal próbálja meg kiengesztelni szerelmét. A lány azonban Konrád karjaiba menekül, és kéri, védje meg a szellemtől. A vadász kiutasítja a házból Hansot, aki ezért orvul hátba döfi tőrével, majd elmenekül.

### III. felvonás
Hans egy sziklabarlangban húzta meg magát. Szellem alattvalói segítségével értesül az Annával történtekről: megtudja, hogy Konrád nem halt meg, felépült, és most házasságra készül Annával. Hansot ezután már csak a bosszú életi. Alattvalóival az esküvő helyszínére viteti magát. Amikor megérkezik, már javában folyik a ceremónia. A helyi szokások szerint bekötik a jegyespár szemét, hogy tapogatózva találják meg egymást a jelenlevők közül. Hans közbeveti magát és magához ragadja Annát. A lány felsikolt, Konrád letépi szeméről a kendőt, majd nekitámad a földszellemnek, de fokosa kettétörik rajta. Ekkor megjelenik a földszellemek királynője, és emlékezteti fiát ígéretére. Hans nem tehet mást: követi anyját földalatti birodalomba. Az ifjú pár és az esküvői vendégek hálaénekével zárul az opera.

## Az opera zenéje
Marschnernek ez az operája sem átkomponált mű: a 19 számból álló énekes részeket prózai dialógusok kötik össze. A vámpírhoz képest az énekszólamok inkább deklamálóbb jellegűek, nagyobb szerepet kap a zenekar is. Marschner drámai énekszavalata, valamint erőteljesebbre formált zenekari nyelve Wagnerre is nagy hatást gyakorolt a Bolygó Hollandi írása közben. A zeneszerzőnek jól sikerült a két szemben álló fél, az emberek és a szellemek zenei jellemzése. A terjedelmes kórusokban és a hosszúra nyújtott jelenetekben Meyerbeer és Spontini hatása fedezhető fel, míg a szellemvilág ábrázolása Mendelssohn muzsikáját juttatja eszünkbe. Az opera előjátéka a maga sejtelmes szimfonikusságával már előrevetíti a wagneri formafejlesztést. A zene olykor kissé túldíszített és sok benne az ismétlődés, de a motívumok és a hangnem kapcsolódások révén a zeneszerző mindvégig sikeresen tudta fenntartani a drámai folyamat feszültségét. Wagner A walkür című operájának halálhírmotívuma közvetlenül a Hans Heiling II. felvonása 2. jelenetének elejéről származik.

## Hangfelvételek
A földszellemek királynője – Magdaléna Hajóssyová, Hans Heiling – Thomas Mohr, Anna – Eva Seniglova, Gertrude – Marianne Eklöf, Konrád – Karl Markus. Közreműködik: a Szlovák Filharmóniai Társaság ének- és zenekara, vezényel: Ewald Körner. A felvétel helye és ideje: Pozsony, 1990. március 29–30., élő előadások montázsfelvétele. A kiadás éve: 1990. Marco Polo, 8.223306-7, 2 CD DDD Stereo.